# Krzysztof Łągiewka
Krzysztof Łągiewka (ur. 23 stycznia 1983 w Kolnie) – polski piłkarz, występujący na pozycji obrońcy i defensywnego pomocnika, wychowanek Olimpii Zambrów.

## Kariera klubowa
W 1999 roku pozyskany przez Jagiellonię Białystok, w wieku 16 lat. Od sezonu 2000/01 gracz pierwszego zespołu, występował tam w podstawowym składzie. Latem 2001 roku miał trafić do RKS Radomsko, bądź Dyskobolii Grodzisk Wlkp. (gdzie dość długo trenował), jednakże do transferu nie doszło. Mistrz Polski U-17 w 2000 roku z Jagiellonią, wicemistrz Europy U-16 (z kadrą Michała Globisza). W 2001 wywalczył z zespołem awans do II ligi. Jako II-ligowiec wystąpił w 31 meczach mistrzowskich. Po spadku zespołu do III ligi, szukał sobie klubu m.in. w Anglii (Southampton FC), jednakże ostatecznie wylądował w najlepszym klubie Łotwy – Skonto Ryga (transfer za 90 tys. USD). Nie wywalczył tam jednak sobie miejsca w podstawowym składzie i jesienią 2003 roku rozpoczął poszukiwania nowego klubu. Pod koniec lutego 2004 przeszedł za 350 tys. USD do Szynnika Jarosław, czołowego klubu ekstraklasy Rosji). W pierwszym sezonie w barwach klubu z Jarosławia najczęściej wychodził w podstawowym składzie, co owocowało powoływaniem do kadry Polski U-21. W 2005 roku stracił na chwilę miejsce w składzie, lecz stosunkowo szybko je odzyskał, zaliczając się w końcówce sezonu do najlepszych zawodników ekipy. Od sezonu 2006 do 2008 roku był zawodnikiem Krylji Sowietow Samara (rosyjska ekstraklasa, trzyletni kontrakt). Latem 2008 roku odszedł do Kubania Krasnodar. 17 stycznia, po wygaśnięciu 1,5-rocznego kontraktu z Kubaniem powrócił do swojego poprzedniego klubu - Krylji Sowietow Samara. Latem 2011 podpisał kontrakt z Arką Gdynia, który został rozwiązany za porozumieniem stron z dniem 4.01.2012 r. Piłkarz zagrał w barwach Arki w 12 meczach (10 ligowych i 2 pucharowych). Od sezonu 2012/2013 występował w polonijnym klubie Vistula Garfield. Według niektórych źródeł, w 2006 roku dostał propozycję występów w kadrze Gruzji, ale z niej nie skorzystał. We wrześniu 2006 został powołany do seniorskiej kadry Polski. 
Od 2014 mieszka w Leeds.

## Sukcesy

### Skonto Ryga
- Mistrzostwo Łotwy:

Zdobywca (2): 2002, 2003
- Puchar krajowy:

Zdobywca (1): 2002